# Adam Gradowicz

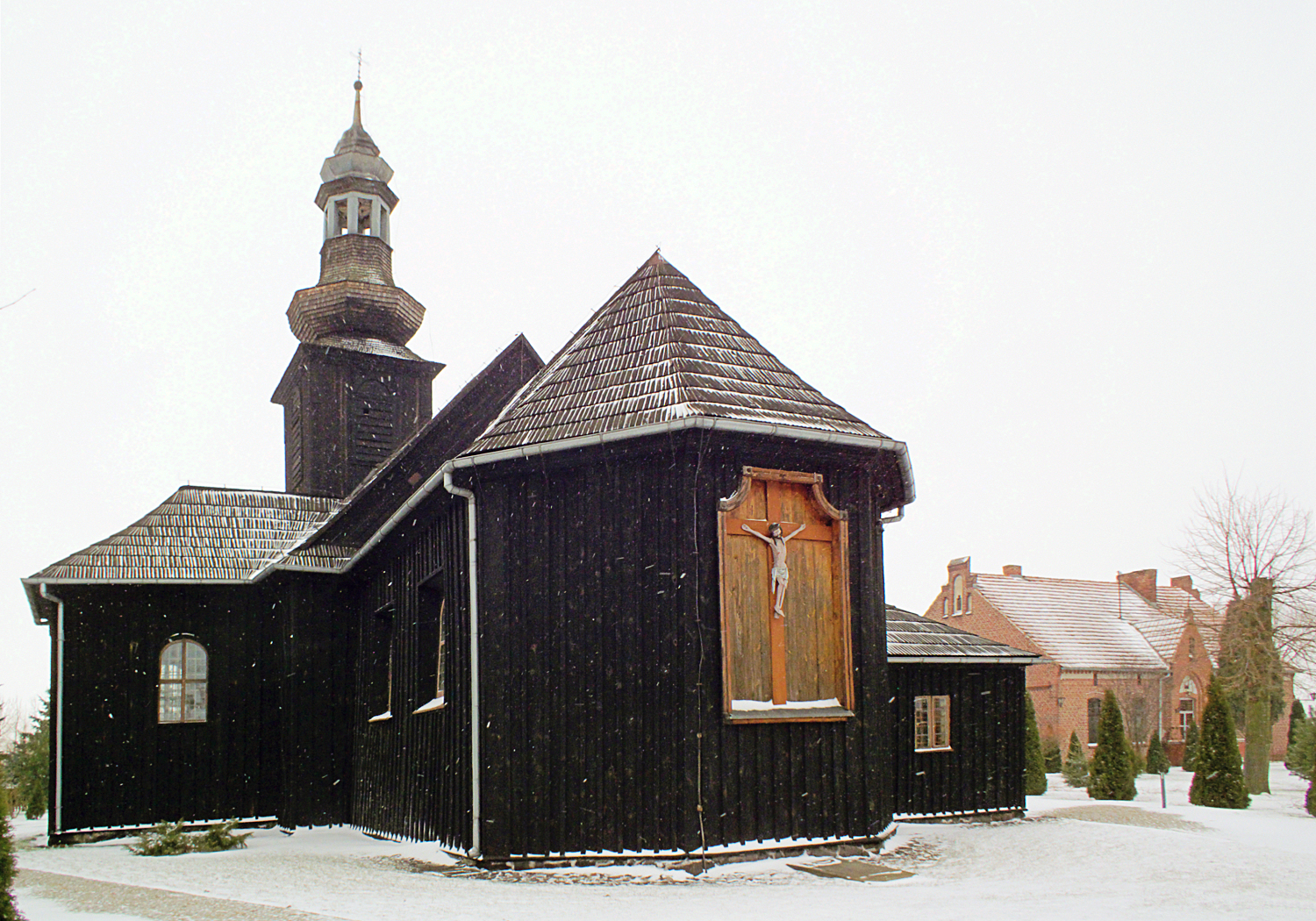
Kościół św. Stanisława Biskupa Męczennika w Sokolnikach fundowany przez ks. Adama Gradowicza i ks. Wawrzyńca Kłosowicza.

Adam Gradowicz – żyjący w XVII wieku proboszcz Kłecka, budowniczy kościoła w Sokolnikach, bibliofil, filantrop, rektor szkoły Św. Marii Magdaleny przy kościele cysterskim w Wągrowcu.

## Życiorys
Pochodził z Wągrowca.  W 1638 r. studiował na Akademii Lubrańskiego w Poznaniu. W 1639 r. był altarystą i rektorem szkoły Św. Marii Magdaleny przy kościele cysterskim w Wągrowcu.
Pełnił posługę proboszcza w Kłecku w 1662 r., jego poprzednikiem był ks. Andrzej Tomelius (1639) a następcą ks. Stefan Cielmowski (1663). Był również proboszczem w pobliskich Sokolnikach, gdzie razem z ks. Wawrzyńcem Kłosowiczem ufundował budowę drewnianego kościoła pw. św. Stanisława Biskupa Męczennika.
Oprócz pracy duszpasterskiej kolekcjonował księgi. Stworzył wartościowy księgozbiór gromadząc dzieła teologiczne, filozoficzne, historyczne i poetyckie. Używał swojego ekslibrisu podpisując się jako Adam Gradowicki, np. Adamus Gradowicki Vagrowicii Stud[ens] Coll[egii] Lubr[anieniensis] A[nno] D[omini] 1638. Część ksiąg przekazał zakonowi franciszkanów w Gnieźnie. Do naszych czasów ocalało 18 bezcennych starodruków z ekslibrisami Gradowicza, w tym jedne z najstarszych wydań m.in. Arystotelesa (edycja bazylejska z 1545 r.), Melchiora Cano (edycja z 1569 r.), Pedra da Fonseca (edycja kolońska z 1596 r.), Jeronima Osorio (edycja z 1579 r.), Pedera Paludana (edycja z 1543 r.), Baptisty Mantuanusa (edycja paryska z 1503 r.) czy Erazma z Rotterdamu (edycja z 1549 r.).